# Andrena thoracica
Andrena thoracica je врста инсекта из реда опнокрилаца и фамилије Andrenidae.

## Опис
Глава је прекривена црним длакама,  а горња усна (labrum) нема кратке продужетке на својој средини. Крила код ове врсте су веома тамна,mesosoma (други телесни регион, груди) са длакама које су риђе или смеђе боје. Тергити (леђне плочице) су сјајни, црне боје и скоро да немају длака. Ноге су прекривене црним длакама. Мужјаци су дужине од 12мм до 13мм, а женке од 14мм до 16мм. 

## Распрострањеност
Врста је распрострањена у Eвропи, а има је и у степским деловима Азије.  У Србији ова врста насељава станишта која имају песковиту подлогу, али је ретко бележена. 

## Биологија
Јединке ове врсте активне су од априла до септембра.  Настањују песковите подлоге и нису специфично везане за одређену биљну врсту, најчешће посећују бињке из породица  Brassicaceae, Asteraceae, Lamiaceae, Onagraceae и Salicaceae. 

## Синоними
- Andrena melanocephala (Kirby, 1802)
- Andrena sinensis Cockerell, 1910
- Apis thoracica Fabricius, 1775
- Melitta melanocephala Kirby, 1802